# Xã Goose Prairie, Quận Clay, Minnesota
Xã Goose Prairie (tiếng Anh: Goose Prairie Township) là một xã thuộc quận Clay, tiểu bang Minnesota, Hoa Kỳ. Năm 2010, dân số của xã này là 175 người.